# أليساندرو روسي
أليساندرو روسي (بالإيطالية: Alessandro Rossi)‏ هو لاعب كرة قدم إيطالي، ولد في 3 يناير 1997 في فيتيربو في إيطاليا. لعب مع نادي لاتسيو.

## وصلات خارجية
- أليساندرو روسي على موقع قاعدة بيانات كرة القدم.إي يو (الإنجليزية)
- أليساندرو روسي على موقع Soccerway.com (الإنجليزية)
- أليساندرو روسي على موقع AS.com (الإسبانية)